# José Miguel Ribeiro
José Miguel Ribeiro (Amadora, 1966) é um cineasta português de filmes de animação e um dos mais premiados. 

## Biografia
Licenciou-se em Artes Plásticas - Pintura na Escola Superior de Belas Artes de Lisboa. Em 1993 e 1994 estudou animação de desenho e volumes na Lazzenec-Bretagne em Rennes e na Filmógrafo no Porto. 
Durante vários anos leccionou animação de volumes no CITEN em Lisboa. Autor de filmes de animação A Suspeita (1999), foi galardoado com 26 prémios internacionais, destacando-se o Cartoon D'Or 2000, tendo sido exibido nos principais canais mundiais de televisão. Era a animação Portuguesa mais premiada de sempre em 2001. 

## Filmografia Seleccionada
Realizou os filmes: 
- 1995 - Ovos
- 1996 - O Jardim da Celeste
- 1996  - O Banquete da Rainha
- 1998 - O Jardim da Celeste
- 1999 - A Suspeita [6]
- 1999 - Cinanima spot
- 2000 - Timor Loro Sae
- 2000 - Salão Lisboa spot
- 2002 - Almada sem Carros
- 2002 - Dia Europeu sem Carros
- 2004 - As Coisas Lá de Casa
- 2004 - Abraço do Vento
- 2008 - Passeio de Domingo
- 2010 - Viagem a Cabo Verde (curta metragem)
- 2014 - Papel de Natal [7]
- 2016 - Estilhaços
- 2016 - Nayola